# Червена гърбиля
Червените гърбили (Sciaenops ocellatus) са вид актиноптери от семейство Минокопови (Sciaenidae).
Те са незастрашен вид.
Таксонът е описан за пръв път от Карл Линей през 1766 година.